# Gai Gal
Gai Gal (en llatí Caius Gallus, també esmentat com a Gallius) va ser un senador romà que va viure al segle i aC i va prendre part a les conflictives reunions del senat dels anys de Publi Clodi Pulcre i de la guerra civil. No se sap segur si el seu nom complet era Gai Sulpici Gal (membre de la gens Sulpícia) o Gai Aquil·li Gal (de la gens Aquíl·lia).